# Gwanda
Gwanda é a capital da província de Matabelelândia Sul no Zimbábue. É localizada na estrada entre Bulavaio e Beitbridge. Foi fundada em 1900. De acordo com o censo populacional de 1982 de Zimbábue, Gwanda tinha uma população de 4.874 habitantes. O nome Gwanda provém de uma colina próxima à cidade chamada Jahunda (que é também o nome de um bairro em Gwanda).